# يي-يي

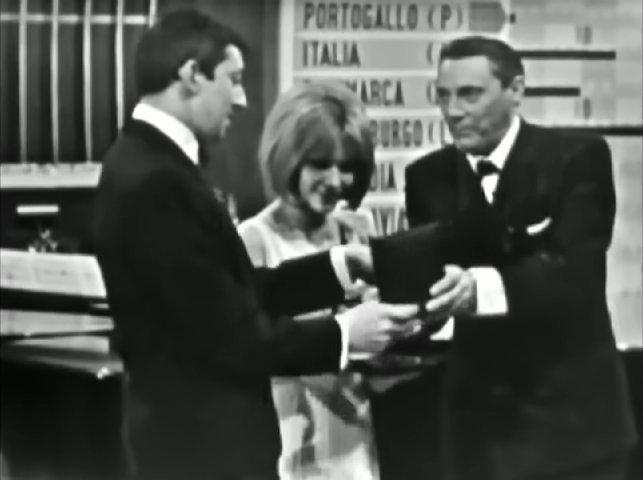
سيرج جاينسبورج، فرانس جال وماريو ديل موناكو في مسابقة الأغنية الأوروبية عام 1965

يي يي هو أسلوب موسيقي من فئة موسيقي البوب التي ظهرت من جنوب أوروبا في أوائل حقبة الستينيات من القرن المنصرم. مصطلح «يي -يي» مشتق من المصطلح الإنجليزي «ياه! ياه!» والذي يعني أجل أجل، الذي اشتهرت به فرق موسيقى الإيقاع البريطانية مثل فرقة البيتلز. توسع الأسلوب في جميع أنحاء العالم نتيجة لنجاح شخصيات مثل المغني وكتاب الأغاني الفرنسيين أمثال سيلفي فارتان وسيرج غينسبورغ وفرانسواز هاردي. أصبح اليي يي شكلاً معينًا من أشكال الثقافة المضادة التي استمدت معظم إلهامها من موسيقى الروك أند رول البريطانية والأمريكية. تشمل العناصر الأسلوبية الإضافية لتكوين أغنية اليي يي باروك، والغرائب، والبوب، والجاز، والتانسون الفرنسي . 